# Wielopole (jurydyka)

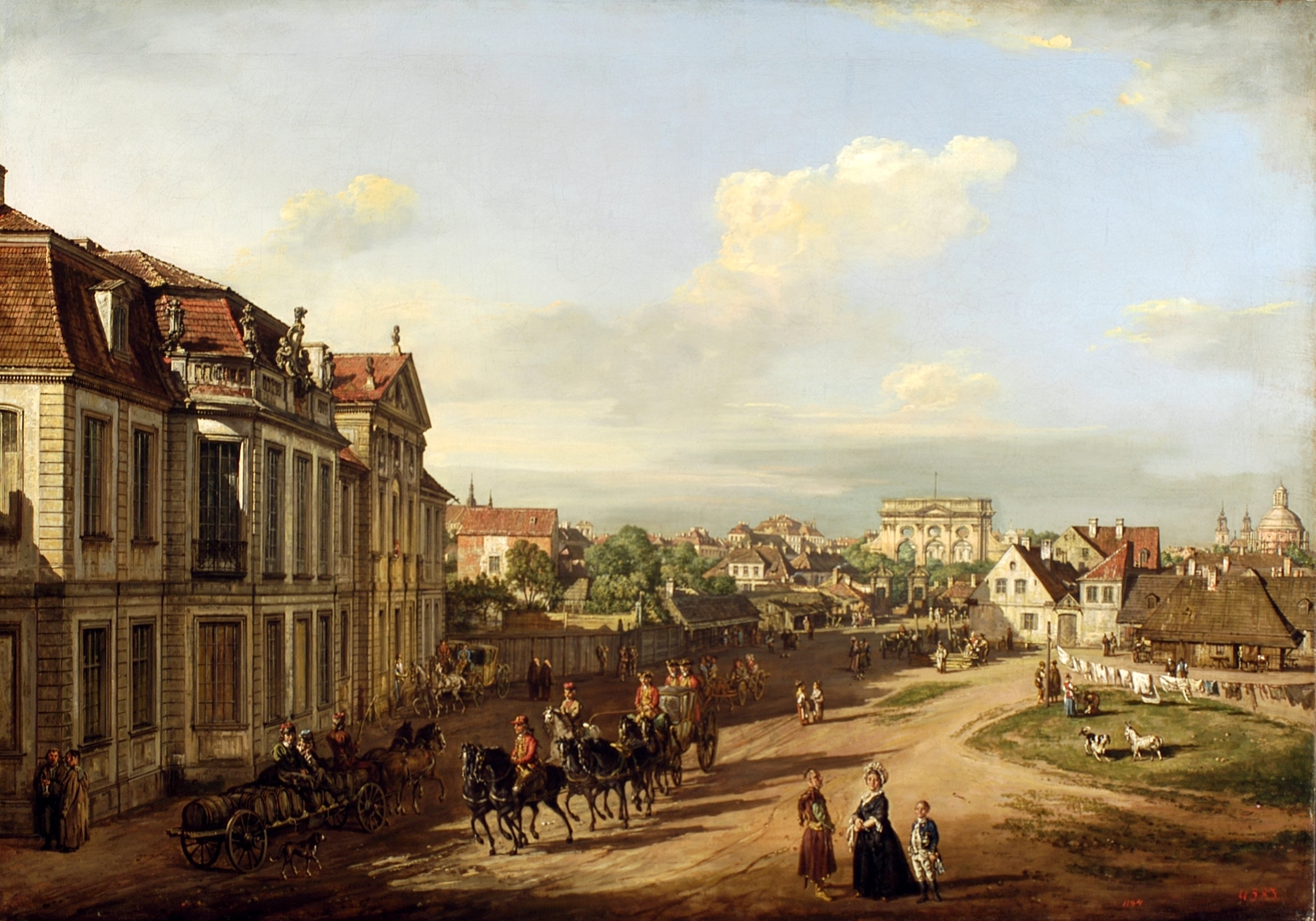
Bernardo Bellotto, Plac Żelaznej Bramy

Wielopole – jurydyka założona w roku 1693 dla rodziny Wielopolskich, skąd przyjęto nazwę. Obecnie obszar jej znajduje się w granicach dzielnic Śródmieście i Wola Warszawy. Ratusz jurydyki znajdował się przy ulicy Krochmalnej 17 (hip. 1011).

## Historia
Projekt urbanistyczny na zlecenie Marii Anny Wielopolskiej, siostry królowej Marii Kazimiery Sobieskiej, wykonał Tylman z Gameren. Zlokalizowana została na przedłużeniu ul. Senatorskiej i znajdowała się w obrębie ulic: Elektoralnej, Żabiej, Granicznej, Grzybowskiej i Ciepłej.
Z założenia w jurydyce miała mieszkać zamożna szlachta, przebywająca tymczasowo w stolicy podczas elekcji i sejmów. W związku z tym Wielopole przewidziane było od początku pod parcelację z uwzględnieniem trzech typów zabudowy:
- wzdłuż granic jurydyki zlokalizowano zabudowa segmentowa przeznaczona na wynajem,
- pasa dworów szlacheckich przylegających do pasa zewnętrznego,
- wnętrze jurydyki przeznaczone zostało na magnackie założenia pałacowe.

Około 1730 przerwana została planowana zabudowa jurydyki poprzez przymusowy wykup ziemi przez króla Augusta II pod budowę koszar Mirowskich.
W gabinecie rycin BUW zachowało się 17 planów tej jurydyki. Wynika z nich m.in. że została ona rozplanowana na nieforemnym czworoboku o wymiarach podanych w łokciach, a odpowiadających w metrach: 525,98 × 508,19 x 450,12 × 657,04. Teren założenia, podzielony został na cztery części o zbliżonej powierzchni z wrysowanym krzyżującym się układem głównych ciągów komunikacyjnych i był z czasem modyfikowany.
Dużą rolę w jurydyce odegrał rynek, tzw. Targowica Wielopolska, która wraz z sąsiednim placem Mirowskim i uliczkami stała się później największym warszawskim targowiskiem. Jurydyka ta miała też znaleźć się na zachodnim krańcu Osi Saskiej, jednak kolidujący z planem pałac Lubomirskich nie został rozebrany. Rynek jurydyki z czasem zyskał nazwę placu Żelaznej Bramy.